# Milan Associazione Sportiva 1936-1937
Questa voce raccoglie le informazioni riguardanti il Milan Associazione Sportiva nelle competizioni ufficiali della stagione 1936-1937.

## Stagione

Il neoacquisto Aldo Boffi, destinato a divenire a cavallo degli anni 1930 e 1940 tra i più grandi bomber della storia milanista.

In questa stagione la società rossonera cambia la denominazione sociale passando dall'albionico "Milan Football Club" al più italico "Milan Associazione Sportiva". L'italianizzazione del nome della società è imposta dal regime fascista. Il 22 ottobre 1936 diventa presidente del Milan Emilio Colombo: i giocatori più importanti acquistati dalla nuova dirigenza sono Aldo Boffi, Egidio Capra e Remo Cossio. Boffi, in particolare, diventerà uno dei più forti bomber della storia rossonera.
La stagione è soddisfacente. In campionato, a sei giornate dal termine del torneo, il Milan raggiunge il 2º posto a due punti dal Bologna capolista ed è ancora in lizza per la vittoria finale. Un cedimento porta poi i rossoneri al 4º posto conclusivo. Questa stagione si sviluppa in maniera opposta rispetto alle precedenti: il Milan parte molto male, poi risale la china fino al 2º posto provvisorio e infine va in crisi nelle ultime giornate. In Coppa Italia viene invece eliminato ai tempi supplementari dal Genova 1893 in semifinale.
Da segnalare il cambio sulla panchina rossonera. Il 6 dicembre 1936 Adolfo Baloncieri viene sostituito dal britannico William Garbutt: è principalmente opera di quest'ultimo la risalita in campionato del Milan.

## Divise
| Casa | Trasferta |

## Organigramma societario
Area direttiva
- Presidente: Emilio Colombo (dal 22 ottobre 1936)
- Consiglio di reggenza: Pietro Annoni, Giovanni Lorenzini e Rino Valdameri (fino al 21 ottobre 1936)

Area tecnica
- Allenatore: Adolfo Baloncieri (fino al 5 dicembre 1936), poi William Garbutt (dal 6 dicembre 1936)
- Massaggiatore: Luigi Clerici

## Rosa
| N. |                    | Ruolo | Calciatore                |
| -- | ------------------ | ----- | ------------------------- |
|    | Italia (bandiera)  | P     | Vittore Martini           |
|    | Italia (bandiera)  | P     | Mario Zorzan              |
|    | Italia (bandiera)  | D     | Giuseppe Bonizzoni        |
|    | Italia (bandiera)  | D     | Luigi Perversi (capitano) |
|    | Italia (bandiera)  | D     | Carlo Rigotti             |
|    | Italia (bandiera)  | C     | Antonio Gino Bortoletti   |
|    | Italia (bandiera)  | C     | Giorgio Buila             |
|    | Italia (bandiera)  | C     | Luigi Cresta              |
|    | Italia (bandiera)  | C     | Renato De Manzano         |
|    | Brasile (bandiera) | C     | Elisio Gabardo            |

| N. |                   | Ruolo | Calciatore           |
| -- | ----------------- | ----- | -------------------- |
|    | Italia (bandiera) | C     | Sereno Gianesello    |
|    | Italia (bandiera) | C     | Mario Zidarich       |
|    | Italia (bandiera) | C     | Gipo Poggi           |
|    | Italia (bandiera) | A     | Aldo Boffi           |
|    | Italia (bandiera) | A     | Egidio Capra         |
|    | Italia (bandiera) | A     | Remo Cossio          |
|    | Italia (bandiera) | A     | Giovanni Moretti     |
|    | Italia (bandiera) | A     | Enrico Rivolta       |
|    | Italia (bandiera) | A     | Massimiliano Zandali |

## Calciomercato
| Acquisti | Acquisti             | Acquisti        | Acquisti   |
| R.       | Nome                 | da              | Modalità   |
| -------- | -------------------- | --------------- | ---------- |
| P        | Vittore Martini      | Catanzarese     | definitivo |
| C        | Renato De Manzano    | Palermo         | definitivo |
| C        | Gipo Poggi           | Sampierdarenese | definitivo |
| A        | Aldo Boffi           | Seregno         | definitivo |
| C        | Egidio Capra         | Fanfulla        | definitivo |
| A        | Remo Cossio          | Udinese         | definitivo |
| C        | Enrico Rivolta       | Napoli          | definitivo |
| C        | Massimiliano Zandali | Pro Patria      | definitivo |

| Cessioni | Cessioni              | Cessioni           | Cessioni   |
| R.       | Nome                  | a                  | Modalità   |
| -------- | --------------------- | ------------------ | ---------- |
| A        | Pietro Arcari         | Genova 1893        | definitivo |
| A        | Vicente Arnoni        | Palestra Itália    | definitivo |
| D        | Ermanno Bertolotti    | Pavese Luigi Belli | definitivo |
| P        | Dario Compiani        | Sampierdarenese    | definitivo |
| D        | Emilio Gattoronchieri | Ambrosiana-Inter   | definitivo |
| A        | Oliviero Mascheroni   | Sampierdarenese    | definitivo |
| C        | Giuseppe Pagni        | Fanfulla           | definitivo |
| D        | Gian Emilio Piazza    | Como               | definitivo |
| A        | Mario Romani          | Palermo            | definitivo |
| C        | Giulio Rossi          | Sampierdarenese    | definitivo |
| C        | Giuseppe Spinola      | Palermo            | definitivo |
| C        | José Spirolazzi       | Forlimpopoli       | definitivo |

## Risultati

### Serie A

#### Girone di andata
| Arbitro: | Bertolio (Torino) |

|                          |           |  |
| Piola 55’, 71’ Costa 76’ | Marcatori |  |

| Arbitro: | Biancone (Roma) |

|                                |           |              |
| Capra 38’, 57’, 77’ Cossio 80’ | Marcatori | 41’ Banchero |

| Lucca 27 settembre 1936 3ª giornata | Lucchese         | 0 – 0 referto | Milan | Stadio del Littorio (7 000 spett.)\| Arbitro: \| Moretti (Genova) \| |
| Arbitro:                            | Moretti (Genova) |               |       |                                                                      |

| Arbitro: | Mastellari (Bologna) |

|           |           |              |
| Capra 68’ | Marcatori | 21’ Bisigato |

| Genova 11 ottobre 1936 5ª giornata | Sampierdarenese | 0 – 0 referto | Milan | Stadio del Littorio (7 000 spett.)\| Arbitro: \| Scarpi (Dolo) \| |
| Arbitro:                           | Scarpi (Dolo)   |               |       |                                                                   |

| Arbitro: | Pizziolo (Firenze) |

|            |           |  |
| Cossio 83’ | Marcatori |  |

| Arbitro: | Dattilo (Roma) |

|                             |           |           |
| Prato 8’ Buscaglia 37’, 57’ | Marcatori | 30’ Capra |

| Milano 8 novembre 1936 8ª giornata | Milan            | 0 – 0 referto | Triestina | Stadio San Siro (5 000 spett.)\| Arbitro: \| Moretti (Genova) \| |
| Arbitro:                           | Moretti (Genova) |               |           |                                                                  |

| Arbitro: | Ciamberlini (Genova) |

|                 |           |  |
| Grolli 14’, 47’ | Marcatori |  |

| Arbitro: | Sassi (Roma) |

|                       |           |  |
| Gabardo 20’ Boffi 67’ | Marcatori |  |

| Arbitro: | Gonani (Ravenna) |

|  |           |            |
|  | Marcatori | 42’ Cossio |

| Arbitro: | Bevilacqua (Viareggio) |

|             |           |  |
| Moretti 90’ | Marcatori |  |

| Arbitro: | Ciamberlini (Genova) |

|                                  |           |                                       |
| Boffi 47’ Cossio 66’ Gabardo 84’ | Marcatori | 6’, 15’ (rig.), 60’ Borel 26’ Gabetto |

| Arbitro: | Soliani (Genova) |

|             |           |                       |
| Piccini 76’ | Marcatori | 64’ Gabardo 74’ Boffi |

| Arbitro: | Scarpi (Dolo) |

|                      |           |  |
| Bonizzoni 65’ (rig.) | Marcatori |  |

#### Girone di ritorno
| Arbitro: | Mattea (Torino) |

|                                      |           |                             |
| Capra 13’, 82’ Moretti 14’, 54’, 87’ | Marcatori | 9’, 79’ Piola 65’ D'Odorico |

| Arbitro: | Ciamberlini (Genova) |

|            |           |                          |
| Vecchi 27’ | Marcatori | 12’, 34’ Boffi 29’ Capra |

| Arbitro: | Sassi (Roma) |

|                                |           |  |
| Capra 26’ Cossio 54’ Boffi 81’ | Marcatori |  |

| Arbitro: | Dattilo (Roma) |

|            |           |              |
| Cossio 20’ | Marcatori | 27’ Bisigato |

| Arbitro: | Zelocchi (Modena) |

|                      |           |                |
| Boffi 4’ Moretti 54’ | Marcatori | 14’, 72’ Rossi |

| Arbitro: | Mazzarini (Roma) |

|  |           |             |
|  | Marcatori | 40’ Gabardo |

| Milano 28 febbraio 1937 22ª giornata | Milan                  | 0 – 0 referto | Torino | Stadio San Siro (10 000 spett.)\| Arbitro: \| Bevilacqua (Viareggio) \| |
| Arbitro:                             | Bevilacqua (Viareggio) |               |        |                                                                         |

| Trieste 7 marzo 1937 23ª giornata | Triestina        | 0 – 0 referto | Milan | Stadio del Littorio (5 000 spett.)\| Arbitro: \| Salvatori (Roma) \| |
| Arbitro:                          | Salvatori (Roma) |               |       |                                                                      |

| Arbitro: | Mazzarini (Roma) |

|                                 |           |  |
| Capra 35’, 55’, 61’ Gabardo 51’ | Marcatori |  |

| Arbitro: | Gonani (Ravenna) |

|             |           |  |
| Bellini 81’ | Marcatori |  |

| Arbitro: | Bevilacqua (Viareggio) |

|                       |           |                         |
| Moretti 45’ Boffi 50’ | Marcatori | 32’, 74’ Marchionneschi |

| Roma 4 aprile 1937 27ª giornata | Roma             | 0 – 0 referto | Milan | Campo Testaccio (8 500 spett.)\| Arbitro: \| Gonani (Ravenna) \| |
| Arbitro:                        | Gonani (Ravenna) |               |       |                                                                  |

| Arbitro: | Scarpi (Dolo) |

|                            |           |  |
| Gabetto 54’ Scagliotti 77’ | Marcatori |  |

| Arbitro: | Zelocchi (Modena) |

|             |           |  |
| Gabardo 45’ | Marcatori |  |

| Arbitro: | Bevilacqua (Viareggio) |

|                   |           |  |
| Schiavio 10’, 38’ | Marcatori |  |

### Coppa Italia
| Arbitro: | Zelocchi (Modena) |

|                                              |           |  |
| Parodi 14’ (aut.) Boffi 59’, 71’ Gabardo 61’ | Marcatori |  |

| Arbitro: | Mattea (Torino) |

|                       |           |  |
| Gabardo 35’ Boffi 48’ | Marcatori |  |

| Arbitro: | Dattilo (Roma) |

|                        |           |                     |
| Grolli 25’ Dentuti 85’ | Marcatori | 31’ Capra 84’ Boffi |

| Arbitro: | Dattilo (Roma) |

|                               |           |             |
| Capra 5’ Cresta 63’ Boffi 80’ | Marcatori | 81’ Ferrero |

| Arbitro: | Mattea (Torino) |

|          |           |             |
| Boffi 2’ | Marcatori | 63’ Fillola |

| Arbitro: | Saracini (Ancona) |

|                          |           |           |
| Marchionneschi 16’, 118’ | Marcatori | 30’ Boffi |

## Statistiche

### Statistiche di squadra
| Competizione | Punti      | In casa | In casa | In casa | In casa | In casa | In casa | In trasferta | In trasferta | In trasferta | In trasferta | In trasferta | In trasferta | Totale | Totale | Totale | Totale | Totale | Totale | DR  |
| Competizione | Punti      | G       | V       | N       | P       | Gf      | Gs      | G            | V            | N            | P            | Gf           | Gs           | G      | V      | N      | P      | Gf     | Gs     | DR  |
| ------------ | ---------- | ------- | ------- | ------- | ------- | ------- | ------- | ------------ | ------------ | ------------ | ------------ | ------------ | ------------ | ------ | ------ | ------ | ------ | ------ | ------ | --- |
| Serie A      | 36         | 15      | 9       | 5       | 1       | 30      | 13      | 15           | 4            | 5            | 6            | 9            | 16           | 30     | 13     | 10     | 7      | 39     | 29     | +10 |
| Coppa Italia | semifinale | 4       | 3       | 1       | 0       | 10      | 1       | 1            | 0            | 0            | 1            | 1            | 2            | 5      | 3      | 1      | 1      | 11     | 3      | +8  |
| Totale       | -          | 19      | 12      | 6       | 1       | 40      | 14      | 16           | 4            | 5            | 7            | 10           | 18           | 35     | 16     | 11     | 8      | 50     | 32     | +18 |

### Andamento in campionato
| Giornata  | 1 | 2 | 3 | 4 | 5 | 6 | 7 | 8 | 9 | 10 | 11 | 12 | 13 | 14 | 15 | 16 | 17 | 18 | 19 | 20 | 21 | 22 | 23 | 24 | 25 | 26 | 27 | 28 | 29 | 30 |
| --------- | - | - | - | - | - | - | - | - | - | -- | -- | -- | -- | -- | -- | -- | -- | -- | -- | -- | -- | -- | -- | -- | -- | -- | -- | -- | -- | -- |
| Luogo     | T | C | T | C | T | C | T | C | T | C  | T  | C  | C  | T  | C  | C  | T  | C  | T  | C  | T  | C  | T  | C  | T  | C  | T  | T  | C  | T  |
| Risultato | P | V | N | N | N | V | P | N | P | V  | V  | V  | P  | V  | V  | V  | V  | V  | N  | N  | V  | N  | N  | V  | P  | N  | N  | P  | V  | P  |
| Posizione |   |   |   |   |   |   |   |   |   |    |    |    |    |    |    |    |    |    |    |    |    |    |    |    |    |    |    |    |    |    |

Legenda:

Luogo: C = Casa; T = Trasferta. Risultato: V = Vittoria; N = Pareggio; P = Sconfitta.

### Statistiche dei giocatori
| Giocatore     | Serie A  | Serie A | Coppa Italia | Coppa Italia | Totale   | Totale |
| Giocatore     | Presenze | Reti    | Presenze     | Reti         | Presenze | Reti   |
| ------------- | -------- | ------- | ------------ | ------------ | -------- | ------ |
| A. Boffi      | 22       | 8       | 6            | 7            | 28       | 15     |
| G. Bonizzoni  | 30       | 1       | 6            | 0            | 36       | 1      |
| A. Bortoletti | 30       | 0       | 6            | 0            | 36       | 0      |
| G. Buila      | 0        | 0       | 0            | 0            | 0        | 0      |
| E. Capra      | 29       | 12      | 6            | 2            | 35       | 14     |
| R. Cossio     | 28       | 6       | 1            | 0            | 29       | 6      |
| L. Cresta     | 3        | 0       | 1            | 1            | 4        | 1      |
| R. De Manzano | 11       | 0       | 1            | 0            | 12       | 0      |
| E. Gabardo    | 27       | 6       | 6            | 2            | 33       | 8      |
| S. Gianesello | 27       | 0       | 6            | 0            | 33       | 0      |
| V. Martini    | 2        | -3      | 0            | 0            | 2        | -3     |
| G. Moretti    | 24       | 6       | 6            | 0            | 30       | 6      |
| L. Perversi   | 30       | 0       | 6            | 0            | 36       | 0      |
| G. Poggi      | 6        | 0       | 0            | 0            | 6        | 0      |
| C. Rigotti    | 28       | 0       | 6            | 0            | 34       | 0      |
| E. Rivolta    | 0        | 0       | 2            | 0            | 2        | 0      |
| M. Zandali    | 2        | 0       | 1            | 0            | 3        | 0      |
| M. Zidarich   | 3        | 0       | 0            | 0            | 3        | 0      |
| M. Zorzan     | 28       | -26     | 6            | -6           | 34       | -32    |

## Giovanili

### Ragazzi
- Campionato Ragazzi: Vincitore del girone lombardo[5]